# Illa Zavodovski
L'illa Zavodovski és una petita illa volcànica deshabitada de les Illes Traversay, un subgrup de les illes Sandwich del Sud. Té unes dimensions de 3,8 per 4,4 quilòmetres i un contorn en forma de diamant. Les costes de l'illa estan formades per penya-segats de 15 a 30 metres d'alçada, plataformes rocoses i platges de roques.
És la més septentrional de les illes Sandwich del Sud i consta d'un important estratovolcà, el mont Curry, de 551 msnm, que està envoltat a l'est per una plana formada per colades de lava, i que té un cràter fumaròlicament actiu al costat sud-oest, que també té rastres d'un col·lapse. Hi ha informes d'erupcions de 1823, 1830 i 1908, tot i que poden referir-se a l'activitat fumaròlica. L'any 2016 es va produir una erupció.
Els caçadors de foques poden haver visitat Zavodovski i les altres illes Traversay abans de 1819, tot i que no va ser descoberta oficialment fins al desembre de 1819 per Thaddeus von Bellingshausen. Va batejar l'illa en honor al capità-tinent del seu vaixell Vostok.
Sols molses i algues, a prop de les colònies de pingüins, creixen a Zavodovski. A diferència d'altres illes de les illes Sandwich del Sud, la vegetació és rara fins i tot al voltant de les fumaroles. La colònia de pingüins més gran de la Terra, amb més d'un milió de parelles reproductores, es troba en aquesta illa. Es compon principalment de pingüins carablanc, tot i que també hi ha altres ocells marins i espècies de pingüins que crien a l'illa. Els primers exploradors van notar la mala olor de l'illa, que es reflecteix en nombrosos topònims.